# Les Autels
Les Autels ist eine französische Gemeinde mit 63 Einwohnern (Stand 1. Januar 2022) im Département Aisne in der Region Hauts-de-France (vor 2016 Picardie). Sie gehört zum Arrondissement Vervins, zum Kanton Vervins und zum Gemeindeverband Portes de la Thiérache.

## Geographie
Die Gemeinde Les Autels liegt am Ostrand der Landschaft Thiérache an der Grenze zum Département Ardennes. Nachbargemeinden von Les Autels sind Blanchefosse-et-Bay im Norden, Osten und Südosten, Résigny im Süden und Südwesten sowie Brunehamel im Westen.

## Bevölkerungsentwicklung
| Jahr      | 1962 | 1968 | 1975 | 1982 | 1990 | 1999 | 2011 | 2022 |
| Einwohner | 146  | 146  | 118  | 89   | 99   | 74   | 74   | 63   |

## Sehenswürdigkeiten

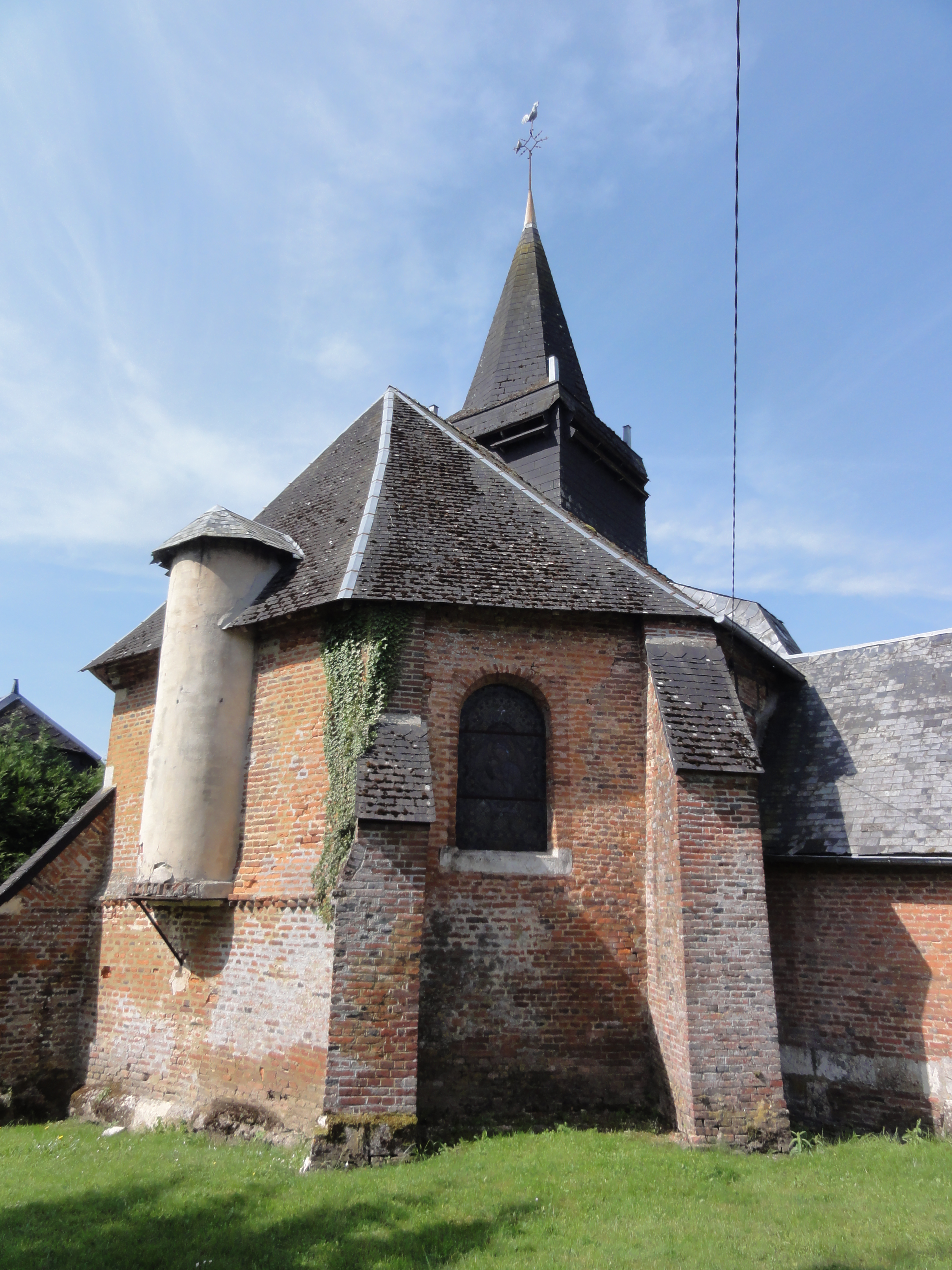
Kirche Saint-Nicolas
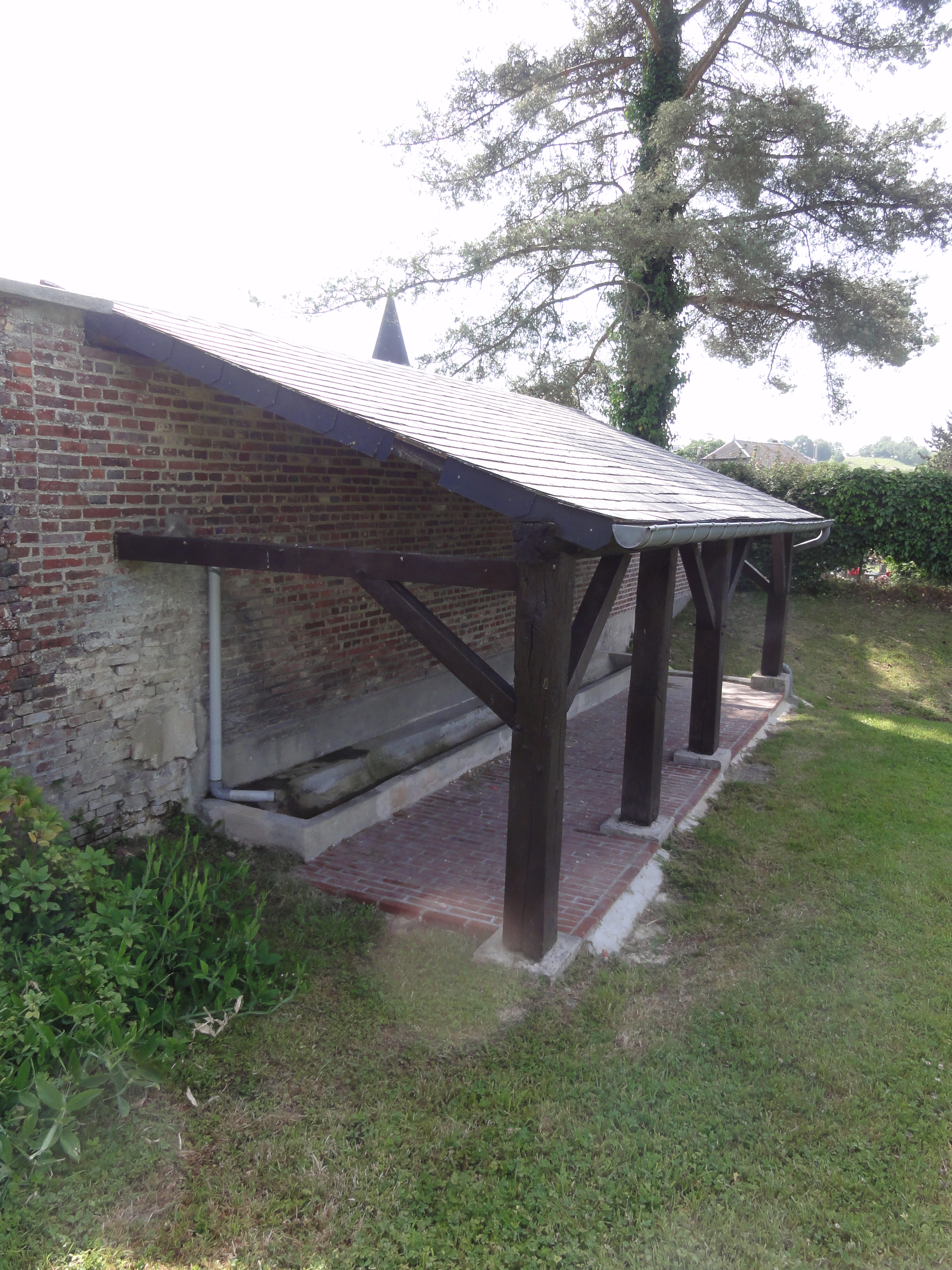
Lavoir

- Kirche Saint-Nicolas
- Lavoir